# Les Salines (Ajaccio)

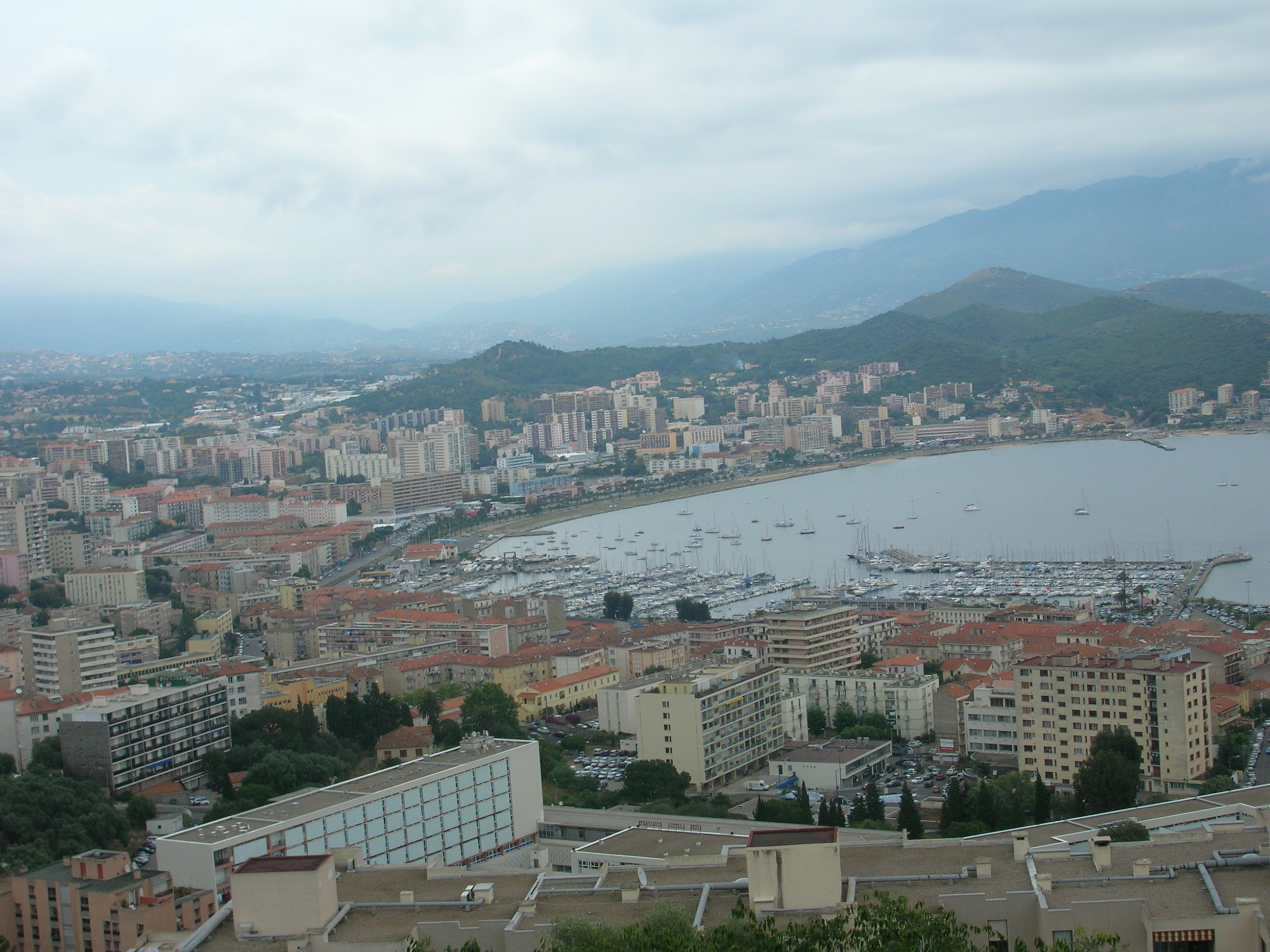
La cité des Cannes (au fond à gauche) et la cité des Salines (au fond à droite), vues des hauteurs d'Ajaccio

Les Salines sont un quartier situé au Nord-Est d'Ajaccio, composé d'habitats sociaux et de grands ensembles. Classé quartier prioritaire, il compte environ 10 000 habitants.
À l'origine occupé par des marais salants d'où son nom Salines, le quartier a été urbanisé dans les années 1960.
Le quartier accueille un club de football, l'Entente Gallia-Salines, fondé en 1969. Ses couleurs sont noires et jaunes.